# Hostice
Hostice es un municipio del distrito de Rimavská Sobota en la región de Banská Bystrica, Eslovaquia, con una población estimada a final del año 2024 de 1055 habitantes.
Se encuentra ubicado al este de la región, en la cuenca hidrográfica del río Sajó —un afluente derecho del río Tisza— y cerca de la frontera con la región de Košice y con Hungría.

## Demografía
| Año        | 1994 | 2004    | 2014     | 2024    |
| ---------- | ---- | ------- | -------- | ------- |
| Población  | 829  | 884     | 1049     | 1055    |
| Diferencia |      | +6,63 % | +18,66 % | +0,57 % |

| Año        | 2023 | 2024    |
| ---------- | ---- | ------- |
| Población  | 1044 | 1055    |
| Diferencia |      | +1,05 % |